# Halictus tumulorum
Halictus tumulorum es una especie de abeja de la familia Halictidae.

## Distribución
Se distribuye por la región paleártica.